# Fast rente

## Fast Rente
Ved fast rente, forstås lånets renteprocent %, når en låne aftale indgås. Fast rente er ensbetydende med at renten man betaler forbliver den samme gennem hele lånets løbetid, altså at ydelsen udgør en (fast) procentdel af lånets størrelse. Med en fast rente kan du derfor vide dig sikker på lånets fremtidige afdrag i modsætning til et lån med variabelrente. Fast Rente forekommer også i forbindelse med opsparingskonto, hvor der kan stilles krav til man deponerer i en given periode og ofte er betinget af at en given sum deponeres.

### Danmarks Nationalbank
Danmarks Nationalbank bruger udtrykket fast rente i forbindelse med obligation.

## Eksempler hvor Fast Rente anvendes
- [1]Danmarks Nationalbank
- [2]Danske Bank
- [3]Jyske Bank
- [4]Sydbank